# Ptinus gandolphei
Ptinus gandolphei är en skalbaggsart som beskrevs av Maurice Pic 1904. Ptinus gandolphei ingår i släktet Ptinus och familjen Ptinidae. Inga underarter finns listade i Catalogue of Life.